# Nobody's Home (bài hát của Avril Lavigne)
"Nobody's Home" là đĩa đơn thứ ba trích từ album thứ hai của nữ ca sĩ-nhạc sĩ người Canada Avril Lavigne, Under My Skin. Bài hát có sự tham gia của Daniel Stern trong vai trò chơi đàn guitar và được sản xuất bởi Don Gilmore, cũng như được viết bởi Lavigne và Ben Moody, cựu guitarist của nhóm nhạc Evanescence và là người bạn tốt hiện tại của Avril. "Nobody's Home" là một bản rock ballad với "định hướng âm nhạc của post-grunge" và được đánh giá là chậm hơn so với nhịp độ của đĩa đơn trước trong Under My Skin. Mặt B của đĩa đơn này, "I Always Get What I Want", đã được phát hành như là đĩa đơn trên iTunes vào ngày 31 tháng 10 năm 2004.
Bài hát đã nhận được những thành công tương đối trên thị trường âm nhạc. Video của bài hát được ra mắt vào ngày 20 tháng 10 năm 2004 trên MTV.

## Danh sách track và định dạng
| Đĩa đơn CD tại Úc | Đĩa đơn CD tại Úc                         | Đĩa đơn CD tại Úc |
| STT               | Nhan đề                                   | Thời lượng        |
| ----------------- | ----------------------------------------- | ----------------- |
| 1.                | "Nobody's Home"                           | 3:31              |
| 2.                | "Nobody's Home" (live phiên bản acoustic) | 3:38              |
| 3.                | "Knockin' on Heaven's Door"               | 2:50              |
| 4.                | "I Always Get What I Want"                | 2:31              |

| Đĩa đơn CD tại Đức và Đài Loan | Đĩa đơn CD tại Đức và Đài Loan            | Đĩa đơn CD tại Đức và Đài Loan |
| STT                            | Nhan đề                                   | Thời lượng                     |
| ------------------------------ | ----------------------------------------- | ------------------------------ |
| 1.                             | "Nobody's Home"                           | 3:31                           |
| 2.                             | "Nobody's Home" (live phiên bản acoustic) | 3:38                           |
| 3.                             | "Knockin' on Heaven's Door"               | 2:50                           |
| 4.                             | "I Always Get What I Want"                | 2:31                           |
| 5.                             | "Nobody's Home" (video ca nhạc)           | 3:37                           |

| Đĩa đơn CD tại Nhật | Đĩa đơn CD tại Nhật                         | Đĩa đơn CD tại Nhật |
| STT                 | Nhan đề                                     | Thời lượng          |
| ------------------- | ------------------------------------------- | ------------------- |
| 1.                  | "Nobody's Home"                             | 3:31                |
| 2.                  | "My Happy Ending" (live phiên bản acoustic) | 3:54                |
| 3.                  | "Take Me Away" (live phiên bản acoustic)    | 2:51                |
| 4.                  | "Nobody's Home" (video ca nhạc)             | 3:37                |

| Đĩa đơn CD tại Anh No. 1 | Đĩa đơn CD tại Anh No. 1                  | Đĩa đơn CD tại Anh No. 1 |
| STT                      | Nhan đề                                   | Thời lượng               |
| ------------------------ | ----------------------------------------- | ------------------------ |
| 1.                       | "Nobody's Home"                           | 3:31                     |
| 2.                       | "Nobody's Home" (live phiên bản acoustic) | 3:38                     |

| Đĩa đơn CD tại Anh No. 2 | Đĩa đơn CD tại Anh No. 2                  | Đĩa đơn CD tại Anh No. 2 |
| STT                      | Nhan đề                                   | Thời lượng               |
| ------------------------ | ----------------------------------------- | ------------------------ |
| 1.                       | "Nobody's Home"                           | 3:31                     |
| 2.                       | "Nobody's Home" (live phiên bản acoustic) | 3:38                     |
| 3.                       | "Knockin' on Heaven's Door"               | 2:50                     |
| 4.                       | "Nobody's Home" (video ca nhạc)           | 3:37                     |

| CD quảng bá tại châu Âu | CD quảng bá tại châu Âu | CD quảng bá tại châu Âu |
| STT                     | Nhan đề                 | Thời lượng              |
| ----------------------- | ----------------------- | ----------------------- |
| 1.                      | "Nobody's Home"         | 3:31                    |

| CD quảng bá tại Mỹ | CD quảng bá tại Mỹ                            | CD quảng bá tại Mỹ |
| STT                | Nhan đề                                       | Thời lượng         |
| ------------------ | --------------------------------------------- | ------------------ |
| 1.                 | "Nobody's Home"                               | 3:31               |
| 2.                 | "Nobody's Home" (Đoạn nhạc không lời tách ra) | 0:30               |
| 3.                 | "Nobody's Home" (chuông)                      | 0:10               |

## Xếp hạng và chứng nhận
| Bảng xếp hạng (2004–05)             | Vị trí cao nhất |
| ----------------------------------- | --------------- |
| Úc (ARIA)                           | 24              |
| Áo (Ö3 Austria Top 40)              | 20              |
| Bỉ (Ultratip Flanders)              | 1               |
| Bỉ (Ultratip Wallonia)              | 7               |
| Canadian BDS Airplay Chart          | 4               |
| Châu Âu Hot 100 Singles (Billboard) | 76              |
| Pháp (SNEP)                         | 24              |
| Đức (GfK)                           | 29              |
| Hungary (Rádiós Top 40)             | 30              |
| Ireland (IRMA)                      | 19              |
| Japan (Oricon)                      | 128             |
| Hà Lan (Dutch Top 40)               | 37              |
| Thụy Sĩ (Schweizer Hitparade)       | 35              |
| Anh Quốc (OCC)                      | 24              |
| U.S. Billboard Mainstream Top 40    | 13              |
| U.S. Billboard Adult Contemporary   | 38              |
| U.S. Billboard Hot 100              | 41              |
| U.S. Billboard Adult Pop Songs      | 16              |

| Quốc gia                                                                           | Chứng nhận | Số đơn vị/doanh số chứng nhận |
| ---------------------------------------------------------------------------------- | ---------- | ----------------------------- |
| Brasil (Pro-Música Brasil)                                                         | Bạch kim   | 100,000*                      |
| Hoa Kỳ (RIAA)                                                                      | Vàng       | 0*                            |
| * Chứng nhận dựa theo doanh số tiêu thụ. ^ Chứng nhận dựa theo doanh số nhập hàng. |            |                               |

## Giải thưởng
| Năm  | Giải thưởng  | Hạng mục                  | Kết quả   |
| ---- | ------------ | ------------------------- | --------- |
| 2005 | Juno Awards  | Juno Fan bình chọn        | Đoạt giải |
| 2005 | Socan Awards | Bài hát Pop xuất sắc nhất | Đoạt giải |

## Release history
| Nước           | Ngày                 | Nhãn      | Định dạng        |
| -------------- | -------------------- | --------- | ---------------- |
| Mỹ             | 28 tháng 2004        | Arista    | Mainstream radio |
| Nhật Bản       | 4 tháng 11 năm 2004  | BMG Japan | CD               |
| Vương quốc Anh | 15 tháng 11 năm 2004 | Arista    | CD               |
| Đức            | 29 tháng 11 năm 2004 | Arista    | CD               |